# Niederbreitbach
Niederbreitbach település Németországban, Rajna-vidék-Pfalz tartományban. Lakosainak száma 1526 fő (2023. december 31.). Niederbreitbach Hausen és Datzeroth községekkel határos.

## Népesség
A település népességének változása:
| Lakosok száma | 1141 | 1585 | 1571 | 1569 | 1546 | 1526 |
|               | 1975 | 2017 | 2019 | 2021 | 2022 | 2023 |